# بیت-نمره

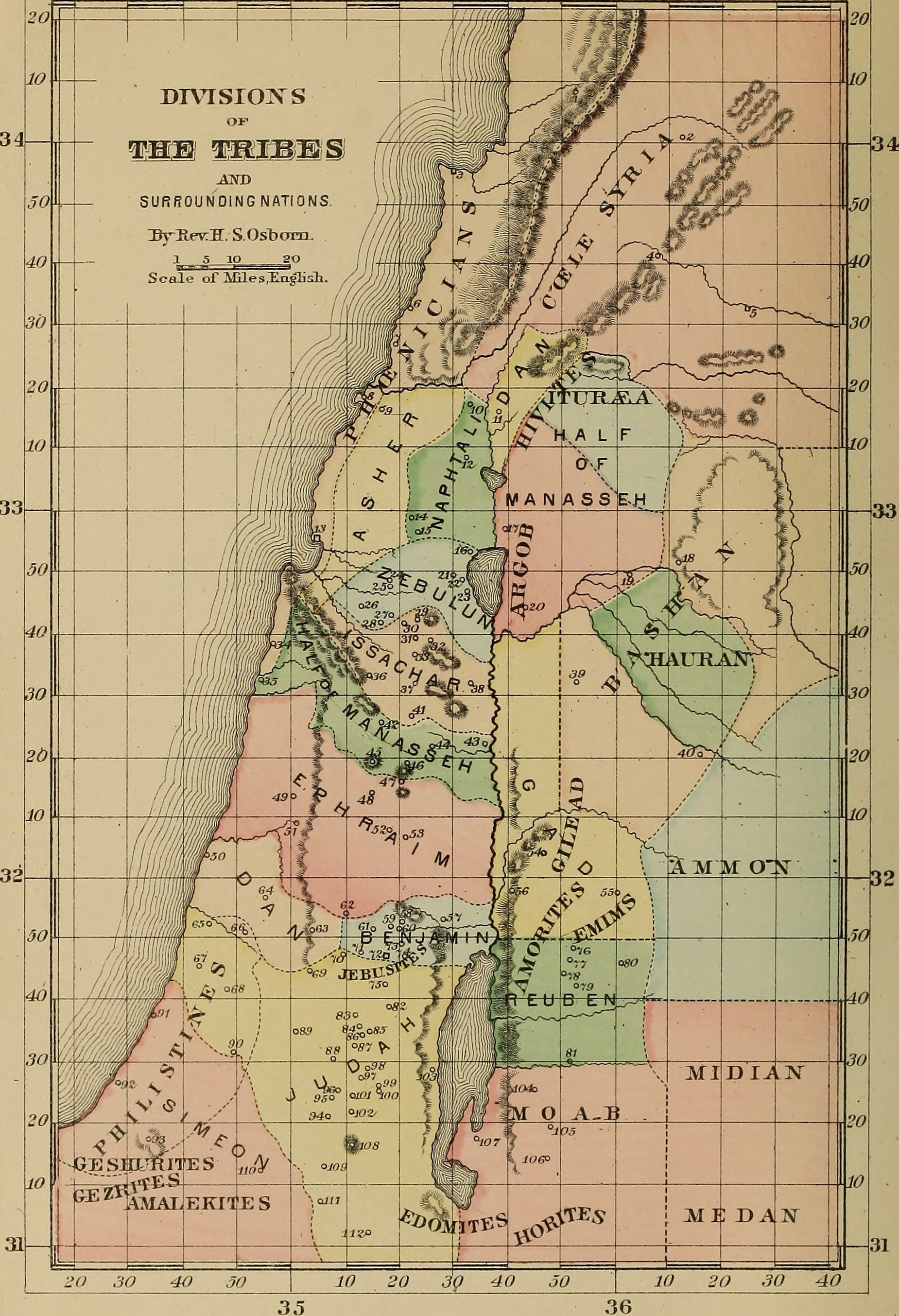
بیت-نمره

بیت-نمره (عبری: בית נמרה‎) که به نام نیمرین و بتننبریس نیز معروف است، شهری در ترانزوردان بود که در تاریخ اسرائیل و یهودای باستان برجسته است. این شهر در دره اردن، تقریباً ۱۲ کیلومتری (۷٫۵ مایل) شمال دریای مرده و ۱۶ کیلومتری (۹٫۹ مایل) شرقی اریحا واقع شده بود. این شهر به قبیله جاد اختصاص داشته‌است.